# Autelbas
Autelbas (niem. Nieder-Elter, wa. Åtébas, lb. Nidderälter) – dzielnica (section) miasta Arlon w Belgii, w Regionie Walońskim, w prowincji Luksemburg, w okręgu Arlon. 1 stycznia 2020 roku liczyła 2547 mieszkańców. Do 31 grudnia 1976 r. samodzielna gmina. 

## Demografia
Liczba mieszkańców, stan na 1 stycznia:
| Rok                | 1930 | 1947 | 1961 | 2020 |
| ------------------ | ---- | ---- | ---- | ---- |
| Liczba mieszkańców | 1699 | 1567 | 1502 | 2547 |